# شوقي أبو خليل
شوقي أبو خليل (29 ربيع الثاني 1360 هـ  / 25 مايو1941م - 14 رمضان 1431 هـ / 24 أغسطس 2010م) كاتب وباحث فلسطيني، له العديد من المؤلفات من أشهرها كتابه «الإسلام في قفص الاتهام».

## حياته
ولد شوقي محمد أبو خليل في بيسان يوم الأحد 29 ربيع الثاني 1360 الموافق 25 أيار (مايو)1941، وعاش بالمدينة سبع سنوات حتى هجرته عصابات الهاغاناه منها فانتقل إلى دمشق. ودرس في مدارسها مراحل التعليم الثلاث حتى التحق بكلية الآداب قسم التاريخ في جامعة دمشق وتخرج منها عام 1965، ثم ذهب إلى أذربيجان ليحصل هناك على ماجستير ودكتوراة في التاريخ والحضارة الإسلامية من أكاديمية العلوم في عام 1990.
عمل أبو خليل مدرسًا في إحدى ثانويات دمشق بعد تخرجه (1966-1978) ثم أصبح رئيسًا لقسم الامتحانات بمديرية تعليم دمشق لمدة عام (1979-1980) فموجه عام لمادة التاريخ لسبع سنين (1980-1978) كما اختير عضوًا في مادة التاريخ في مديرية المناهج والكتب المدرسية (1988-1991). بعد حصوله على الدكتوراة عين أستاذًا للحضارة الإسلامية والاستشراق في كلية الدعوة الإسلامية بليبيا فرع دمشق (1986-1988) وعين محاضر في كلية الشريعة بجامعة دمشق (1988-1997) فأمينًا عامًا لجامعة العلوم الإسلامية والعربية بدمشق (1992-1997) ثم رئيس شعبة التاريخ والحضارة في معهد جمعية الفتح الإسلامي من عام 2000 وحتى وفاته إلى جانب تدريسه كان المدير العام للنشر في مكتبة دار الفكر بدمشق من عام 1991 وحتى وفاته.
توفي يوم الثلاثاء الموافق 24 أغسطس 2010 الموافق 14 رمضان 1431 هـ، وصلي عليه يوم الأربعاء في جامع طارق بن زياد وأمَّ المصلين مفتي دمشق عبد الفتاح البزم وعدد من الشخصيات مثل حسام الدين فرفور، والدكتور محمد راتب النابلسي، والشيخ محمد نعيم عرقسوسي، والشيخ محمد الزعبي، والأستاذ محمد عدنان سالم مدير دار الفكر، ودفن في مقبرة بئر التوتة في المهاجرين.

## مؤلفاته
ألف أبو خليل العديد من الكتاب أكثرها حول التاريخ الإسلامي ومنها كتب للأطفال منها:
- القادسية بقيادة سعد بن أبي وقاص نشرته دار الفكر عام 1969 في دمشق وبيروت.
- الإسلام في قفص الاتهام (ترجم إلى الفارسية والإنكليزية) نشرته دار الفكر عام 1970 في دمشق.
- اليرموك نشرته دار الفكر عام 1970 في دمشق وبيروت.
- الإنسان بين العلم والدين نشرته دار الفكر عام 1971 في دمشق وبيروت.
- ذات الصواري نشرته دار الفكر عام 1971 في دمشق وبيروت.
- أحب أن أع
- آراء يهدمها الإسلام نشرته دار الفكر عام 1974 في دمشق وبيروت.
- نهاوند: فتح الفتوح بقيادة النعمان بن مقرن المزني نشر عام 1975.
- غريزة أَمْ تقدير إلهي نشرته دار الفكر عام 1975 في دمشق وبيروت.
- مَنْ ضيَّع القرآن؟ نشرته دار الفكر عام 1975 في دمشق وبيروت.
- الإسلام وحركات التحرر العربية نشرته دار الفكر عام 1975 في دمشق وبيروت.
- فتح الأندلس: معركة وادي لكة بقيادة طارق بن زياد نشر عام 1979.
- هارون الرَّشيد نشرته دار الفكر عام 1977 في دمشق وبيروت.
- بلاط الشهداء بقيادة عبد الرحمن الغافقي نشرته دار الفكر عام 1979 في دمشق وبيروت.
- عَمُّورية بقيادة المعتصم بالله نشرته دار الفكر عام 1979.
- حصن بابليون وذات الصواري بقيادة عبد الله بن سعد بن أبي سرح نشر عام 1979
- الزَّلاَّقة بقيادة يوسف بن تاشفين نشرته دار الفكر عام 1979 في دمشق وبيروت.
- الأرك بقيادة يعقوب المنصور الموحدي نشرته دار الفكر عام 1979 في دمشق وبيروت.
- العقاب بقيادة أبي عبد الله محمد الناصر نشرته دار الفكر عام 1979 في دمشق وبيروت.
- فتح صقلية بقيادة أسد بن الفرات نشر عام 1982.
- جرجي زيدان في الميزان نشر عام 1980.
- الهجرة حديث غيَّر مجرى التاريخ نشرته دار الفكر عام 1980 في دمشق وبيروت.
- مصرع غرناطة: أبو عبد الله الصغير، آخر ملوك بني الأحمر نشر عام 1982.
- بدر الكبرى نشرته دار الفكر عام 1982 في دمشق وبيروت.
- غزوة أُحُد: عاقبة المخالفة نشرته دار الفكر عام 1982 في دمشق وبيروت.
- الخندق: غزوة الأحزاب نشرته دار الفكر عام 1982 في دمشق وبيروت.
- تبوك: غزة العسرة نشرته دار الفكر عام 1982 في دمشق وبيروت.

- صلح الحديبية: الفتح المبين نشرته دار الفكر عام 1983 في دمشق وبيروت.
- غزوة مؤتة: غزوة جيش الأمراء نشرته دار الفكر عام 1983 في دمشق وبيروت.
- فتح مكة: الفتح القريب نشرته دار الفكر عام 1983 في دمشق وبيروت.
- حنين والطَّائف نشرته دار الفكر عام 1983 في دمشق وبيروت.
- غزوة خيبر: الفتح القريب نشرته دار الفكر عام 1984 في دمشق وبيروت.
- حروب الرَّدَّة: من قيادة النبي  إلى أمرة أبي بكر نشرته دار الفكر عام 1984 في دمشق وبيروت.
- أطلس التاريخ العربي الإسلامي نشرته دار الفكر عام 1984 في دمشق وبيروت.
- فيليب حتَّي في موضوعيته في كتابه تاريخ العرب المطول نشرته دار الفكر عام 1985 في دمشق وبيروت.
- من كتاب مآثر الإنافة في معالم الخلافة للقلقشندي نشر عام 1985
- كارل بروكلمان في الميزان نشرته دار الفكر عام 1987 في دمشق وبيروت.
- عوامل النَّصر والهزيمة عبر تاريخنا الإسلامي نشرته دار الفكر عام 1986 في دمشق وبيروت.
- وادي المخازن نشرته دار الفكر عام 1988 في دمشق وبيروت.
- سلسلة أحب أن أكون (20 كتاب). نشرته دار الفكر عام 1989 في دمشق.
- غوستاف لوبون في الميزان نشر عام 1990
- قراءة علمية للقراءات المعاصرة نشر عام 1990
- في التاريخ الإسلامي نشر عام 1991
- تحرير لا استعمار نشر عام 1991
- أضراء على مواقف المستشرقين والمبشرين نشر عام 1991
- فتح الديبل بقيادة محمد بن القاسم الثقفي نشر عام 1992
- فتح سمرقند بقيادة قتيبة بن مسلم الباهلي نشر عام 1992
- بندلي الجوزي: عصره، حياته، آثاره نشر عام 1993
- محطات حضارية من كتاب فتوح البلدان للبلاذري نشر عام 1993
- أحب أن أعرف تاريخ أمتي (القسم الأول، 6 كتب). نشرته دار الفكر عام 1993 في دمشق.
- الحضارة العربية الإسلامية وموجز عن الحضارات السابقة نشر عام 1994
- الحوار دائما وحوار مع المستشرق نشر عام 1994
- الإسقاط في مناهج المستشرقين والمبشرين نشر عام 1995
- الإسلام نهر يبحث عن مجرى نشرته دار الفكر عام 1996 في دمشق.
- دور الحضارة العربية الإسلامية في النهضة الأوروبية نشر عام 1996 بالمشاركة مع هاني المبارك
- الإسلام والتفاهم والتعايش بين الشعوب نشر عام 1997، بالمشاركة مع هاني مبارك في سلسلة هذا هو الإسلام.
- أحب أن أعرف تاريخ أمتي (القسم الثاني، 6 كتب). نشرته دار الفكر عام 1998 في دمشق.
- تحرير المرأة ممن؟ وفيم حريتها؟ نشرته دار الفكر عام 1998 في دمشق.
- أطلس انتشار الإسلام (العقائد تعرض ولا تفرض) نشرته دار الفكر في دمشق.
- أطلس دول العالم الإسلامي: جغرافي، تاريخي، اقتصادي نشر عام 1999
- أطلس القرآن: أماكن، أقوام، أعلام نشر عام 2000
- مشكلات في طريق النهوض شاركه فيه عدد من الباحثين نشر عام 2001
- سلسلة حكايات من تراث الطفولة (120 كتيب) نشر بين عام 2001-2003
- الزاهدون في المناصب من سلسلة هذا هو الإسلام نشر عام 2002
- أطلس السيرة النبوية نشر عام 2002
- موسوعة الأوائل والمبدعين في الحضارة العربية الإسلامية بالمشاركة مع نزار أباظة وهاني المبارك نشر عام 2003
- أطلس الحديث النبوي: أماكن أقوام نشر عام 2003
- حطين بقيادة صلاح الدين الأيوبي نشرته دار الفكر في عام 2005
- عين جالوت بقيادة الملك المظفر قطز نشرته دار الفكر في عام 2005
- تشالديران سليم الأول العثماني وإسماعيل الصفوي نشرته دار الفكر في عام 2005
- فتح القسطنطينية بقيادة محمد الفاتح نشرته دار الفكر في عام 2005
- الحروب الصليبية أسبابها، أحداثها، نهايتها نشرته دار الفكر عام 2009 في دمشق.
- الهولوكوست الأول في التاريخ: محرقة نجران نشرته دار الفكر عام 2009 في دمشق.

## وصلات خارجية
- تراجم أعضاء اتحاد الكتاب العرب في سورية والوطن العربي
- 57 كتاب من كتاب شوقي أبو خليل على موقع أرشيف الإنترنت